# Турчјанске Кљачани
Турчјанске Кљачани (слч. Turčianske Kľačany) насељено је мјесто са административним статусом сеоске општине (слч. obec) у округу Мартин, у Жилинском крају, Словачка Република.

## Становништво
| Година:    | 1994. | 2004.   | 2014.    | 2024.    |
| ---------- | ----- | ------- | -------- | -------- |
| Број људи: | 809   | 842     | 933      | 1053     |
| Разлика:   |       | +4,07 % | +10,80 % | +12,86 % |

| Година:    | 2023. | 2024.   |
| ---------- | ----- | ------- |
| Број људи: | 1049  | 1053    |
| Разлика:   |       | +0,38 % |

Према подацима о броју становника из 2011. године насеље је имало 911 становника.